# Reinhard Marx
Reinhard Marx (Geseke, 21 september 1953) is een Duits geestelijke en kardinaal van de Rooms-Katholieke Kerk.
Marx studeerde in Paderborn en Parijs en werd op 2 juni 1979 tot priester gewijd. Aan de Ruhr Universiteit Bochum promoveerde hij in 1989 tot doctor in de theologie.
Op 23 juli 1996 benoemde paus Johannes Paulus II Marx tot hulpbisschop van Paderborn en titulair bisschop van Petina. Zijn bisschopswijding vond plaats op 21 september 1996. Op 20 december 2001 werd hij benoemd tot bisschop van Trier (het oudste bisdom van Duitsland). Op 30 november 2007 volgde zijn benoeming tot aartsbisschop van München en Freising, een positie die paus Benedictus XVI zelf bekleed heeft tussen 1977 en 1981.
Marx werd tijdens het consistorie van 20 november 2010 kardinaal gecreëerd. Hij kreeg de rang van kardinaal-priester. Zijn titelkerk werd de San Corbiniano, een kerk die nog niet eerder als titelkerk had gefungeerd. Sint Corbinianus is de patroonheilige van Freising. Het aan hem toegeschreven berenwonder komt ook voor op het wapen van paus Benedictus XVI die zelf eerder aartsbisschop van München en Freising was. Marx nam deel aan het conclaaf van 2013 dat leidde tot de verkiezing van paus Franciscus.
Marx werd in 2009 benoemd tot vicevoorzitter van de Commissie van Bisschoppen van de Europese Gemeenschap, een college waarvan hij in 2012 voorzitter werd.
Aartsbisschop Marx geldt als orthodox en als iemand met een goed gevoel voor de media. In Trier stelde hij een priester op non-actief die protestanten had uitgenodigd deel te nemen aan de Heilige Communie.
Van 2013 tot 2023 was Marx lid van de Raad van Kardinalen.
Op 8 maart 2014 werd Marx benoemd als coördinator van de op 24 februari 2014 door middel van de afkondiging van een motu proprio, Fidelis et dispensator prudens, ingestelde Raad voor de Economie.
Op 4 juni 2021 werd bekend dat Marx zijn ontslag als aartsbisschop heeft ingediend bij de paus omdat hij 'zich medeverantwoordelijk' voelt 'voor de schandalen rond seksueel misbruik gepleegd door kerkelijke gezagdragers'. Op 10 juni 2021 liet de paus aan Marx weten dat hij het ontslag weigerde en Marx verzocht verder te gaan als aartsbisschop van München en Freising.
Onder verantwoordelijkheid van Marx kreeg een groep advocaten opdracht onderzoek te doen naar seksueel misbruik door geestelijken in het bisdom München en Freising in de periode 1945-2019. Het rapport verscheen in januari 2022. De onderzoekers toonden aan dat Marx en voorgangers tekort geschoten zijn in het nemen van adequate maatregelen tegen plegers van seksueel misbruik. Compromitterend was het rapport voor Marx’s voorganger kardinaal Ratzinger (aartsbisschop van 1979-1982), de latere paus Benedictus XVI, die in vier gevallen daders van seksueel misbruik van kinderen nieuwe functies gaf waarin zij opnieuw met kinderen in aanraking kwamen. Anders dan Ratzinger erkende Marx zijn persoonlijk falen en bood daarvoor excuses aan.
In februari 2022 maakte Marx tijdens een conferentie over hervorming in de kerk kenbaar dat hij voorstander is van het versoepelen van de regels rond het celibaat van priesters. Hij zei dat dit onder meer nodig was om de ramp van het seksueel misbruik te boven te komen. Ook betoonde hij zich voorstander van het openstellen van het diaconaat voor vrouwen.
In januari 2023 leidde Marx in Duitsland de herdenkingsdienst voor de overleden Duitse emeritus paus Benedictus XVI, Joseph Ratzinger.
- Bibsys: 90356452
- Gemeinsame Normdatei: 123909554
- International Standard Name Identifier: 0000 0001 1649 5464
- Library of Congress Control Number: n92053838
- Nationale Bibliotheek van Tsjechië: xx0169055
- Nationale Bibliotheek van Polen: a0000002810498
- Nederlandse Thesaurus van Auteursnamen: 240590678
- Istituto Centrale per il Catalogo Unico: UR1V002540
- Système universitaire de documentation: 088900541
- Virtual International Authority File: 57111115
- WorldCat: E39PBJxxdR9rWWR6yYTvHkJCcP